# Northumberland
Il Northumberland (pronuncia [nɔrˈθʌmbərlənd]) è una contea del nord-est dell'Inghilterra, nel Regno Unito, ai confini con la Scozia. Non è divisa in distretti, costituendo la più ampia autorità unitaria del paese.
Il confine più ampio di questa zona si è raggiunto sotto il Regno di Northumbria del re Edwin. Non v'è dubbio che, attualmente, copra un territorio alquanto ridotto; tra l'altro, l'antica capitale, Newcastle, non fa più parte integrante di questa contea dal 1974, quando è stata annessa a Tyne and Wear e sostituita nel suo ruolo amministrativo da Morpeth, sebbene dal 2019 sia tornata a condividere un unico sindaco metropolitano tramite la nuova North of Tyne Combined Authority. Quest'ultimo è comunque conteso anche dalla cittadina di Alnwick. Bisogna inoltre considerare che, in alcune questioni relative a ambiente, fauna o organizzazioni sportive, i confini ridisegnati nel 1974 vengono sorvolati e le decisioni vengono prese in comunità con le contee confinanti, che sono Tyne and Wear, per l'appunto, Durham, Cumbria e le zone di Roxburgh, Ettrick e Lauderdale in Scozia.

## Geografia fisica
La geografia fisica di questa contea è varia: si parte con zone basse e piatte nei pressi della costa del mare del Nord e si prosegue con altitudini sempre maggiori verso il nordovest, dove i monti delle Cheviot Hills sono formati principalmente di granito del devoniano e lava. Una seconda zona di roccia magmatica è situata al di sotto di Whinsill, su cui è stato costruito il vallo di Adriano. Entrambe queste catene si innestano in un brullo paesaggio di brughiere. Whinsill poggia su un calcare carbonifero, producendo anche delle zone di paesaggi carsici.
Davanti alla costa del Northumberland, sono sparse le isole Farne, formazioni di dolerite, molto rinomate per la numerosa fauna ornitologica.
Del carbone si localizza nell'angolo sudorientale del territorio, nella zona dove il fiume Tyne sfocia nel mare: nei tempi andati lo si poteva trovare anche sospinto dalle onde sulle spiagge, probabilmente staccato dall'azione delle stesse da alcuni affioramenti.
Essendo situato molto a nord (circa 55° di latitudine), ed essendo un terreno montuoso, il Northumberland è noto per essere una tra le aree più fredde in tutto l'intero stato, con una temperatura media annuale inferiore ai 10 °C e precipitazioni tra i 466 e i 1060 mm; precipitazioni che si concentrano soprattutto nella zona occidentale, sui terreni più elevati.
Nel trentennio 1971-2000, la popolazione della contea ha potuto beneficiare di una media annuale di ore di sole tra le 1 321 e le 1 390 ore.
Una percentuale molto alta (circa il 25%) del territorio è protetta da un parco nazionale, il Northumberland National Park, un paesaggio eccezionale, protetto dallo sviluppo, dallo sfruttamento e dall'agricoltura. Il parco si estende quasi tutto al di sopra dei 240 metri, include anche il vallo di Adriano e oltrepassa i confini con la Scozia.

## Suddivisioni
La contea ha assunto nel 2009 lo status di autorità unitaria, abolendo la precedente suddivisione in distretti.
Fino al 2009 la contea era suddivisa nei seguenti distretti:
|  | 1. Blyth Valley 2. Wansbeck 3. Castle Morpeth 4. Tynedale 5. Alnwick 6. Berwick-upon-Tweed |

## Storia

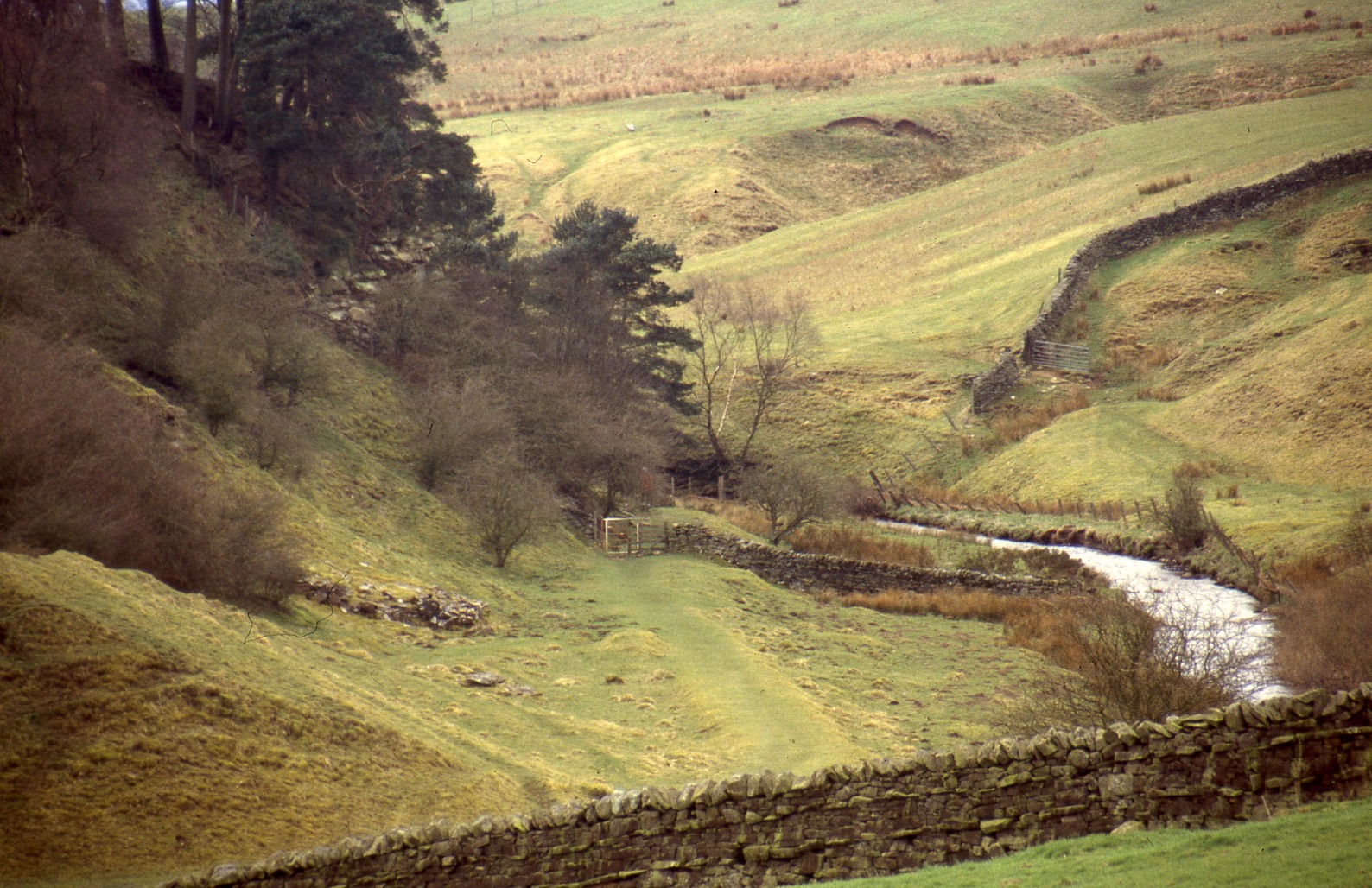
Il paesaggio presso Haltwhistle Burn, a nord di Haltwhistle

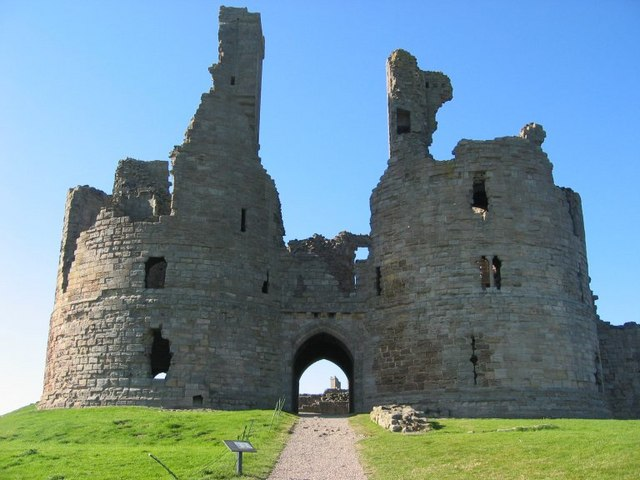
Dunstanburgh Castle

Avendo fatto parte dell'impero romano ed essendo stato teatro di numerose battaglie tra la Scozia e l'Inghilterra, il Northumberland è ricco di storia, e in alcuni casi nemmeno tanto facile da districare. Ciò ci può aiutare a comprendere la ragione della grande quantità di castelli che si trovano disseminati in questa regione, tra cui possiamo nominare quelli di Bamburgh, Dunstanburgh, Warkworth e Alnwick.
Può anche essere ricordato come la culla della cristianità sassone, in quanto fu su una piccola isola a nord di Bamburgh che si stabilirono i monaci venuti a convertire gli inglesi: monaci che vergarono anche l'Evangeliario di Lindisfarne, ora al British Museum, e al cui Ordine apparteneva san Cutberto, vissuto durante il VII secolo, sepolto nella cattedrale di Durham.
Il castello di Bamburgh è invece la capitale storica della regione, essendo stato anche un castello reale prima dell'unificazione dell'Inghilterra sotto un'unica Corona, mentre la capitale odierna è contesa tra le città di Alnwick, residenza del duca del Northumberland, e di Morphet, sede del Consiglio di contea.
Come ci potrebbero erroneamente lasciar pensare gli arcadici paesaggi agresti, il Northumberland non è stato una regione tranquilla, anzi ha una lunga storia di rivolte e ribellioni nei confronti dello Stato, come quelle capeggiate dai suoi duchi, membri della famiglia Percy, durante il periodo della dinastia Tudor. Alcuni di questi nobili, dopo aver dato fuoco alle polveri della rivolta, tradivano i propri compagni di ideali, vendendosi al governo centrale, tradendo e infine fuggendo. Anche il bardo Shakespeare ne cita almeno uno, Henry Hotspur, in alcune delle sue opere.
Come accennato prima, il contado continuò a essere, anche nei secoli successivi alla nascita della nuova religione, il centro del cattolicesimo in Gran Bretagna, e anche di un certo sentimento estremo nei confronti della restaurazione. Divenne una specie di zona franca, selvaggia se così possiamo affermare, dove i banditi spesso si rifugiavano lontano dalla lunga mano della giustizia inglese, anche data la scarsa popolazione dei tempi. Non v'è dubbio che, dopo l'unificazione delle due corone di Inghilterra e di Scozia durante il regno di Giacomo I, la situazione si calmò e tale rimase sostanzialmente fino al giorno d'oggi, contribuendo a mantenere la zona tra le meno densamente popolate e le più agricole dell'intera isola.

## Economia
L'economia della zona è tra le più deboli dell'intero Regno Unito, e si situa agli ultimi posti tra le omologhe, anche se a un primo sguardo i dati possono sembrare dissonanti e paradossali. Nel 2003, il 23% degli uomini e il 60% delle donne erano al di sotto della soglia di povertà, secondo il consiglio d'Europa. Alla data di maggio 2005, il tasso di disoccupazione era al 2,3%, in linea con la media britannica. Tra il 1999 e il 2003 il numero di imprese è cresciuto di una percentuale tra il 4,4 e l'8% annuo, portandolo allo 0,45% delle imprese registrate nell'intero UK.
La maggiore fonte di introito e impiego dell'intera contea è in effetti il turismo: più di un milione di visitatori interni e circa 50 000 stranieri vi spendono un totale di 162 milioni di sterline.

## Società

### Evoluzione demografica
Il censimento inglese del 2001 ha registrato una popolazione residente nel Northumberland di circa 307 000 abitanti, con una stima in aumento di circa 2000 individui nel 2003.
Gli abitanti risiedevano in circa 130 000 abitazioni, per il 33% circa in affitto, mentre il 10% erano di proprietà e non gravati da ipoteche o mutui bancari.
Per quel che riguarda le minoranze etniche, meno dell'un per cento della popolazione della contea rientra in una qualsiasi minorità, comparato al 9% circa dello stato.
L'81% ha dichiarato di professare una religione cristiana, meno dell'uno per cento si dichiara professante un'altra religione, e circa il 12% ateo.

## Politica
Il Northumberland ha abolito nel 2009 i suoi distretti, ma il suo amplissimo territorio ha consigliato di articolare l’amministrazione della contea su cinque speciali consigli di area locale che sono suddivisioni del consiglio di contea.
La contea è rappresentata al parlamento da quattro deputati, equamente divisi tra i partiti politici inglesi; uno appartiene al partito conservatore, uno a quello liberal-democratico e due sono laburisti.

## Cultura
Le tradizioni del Northumberland sono varie e diverse da tutte le altre che si trovano in Inghilterra: risultano infatti da culture locali, celtiche, di influenza norvegese e inglese. Esempi possono essere la danza delle spade, o il clogging, e le cornamuse tipiche della zona, che prendono il nome di small pipe.
La musica tradizionale è molto simile alla musica scozzese, a causa dei forti legami storici tra i due territori. Questo vale anche per la cultura, molto più legata a quella delle lowland scozzesi che a quella di altre parti dei rispettivi stati. Molto forti le somiglianze anche nei dialetti di entrambi, che usano numerosi termini di old English. Ci sono stati in passato dei tentativi di dare alla lingua e alla cultura del Northumberland lo status e la coscienza raggiunti dagli equivalenti scozzesi, con la nascita di un ente dedito appunto alla loro preservazione.
La contea ha una propria bandiera come un proprio tartan. La prima è basata su un disegno trovato sulla tomba di Sant'Osvaldo, risalente al VII secolo, e la versione attuale è stata ratificata nel 1951 dal consiglio di contea e adottata nel 1995. Il tartan del Northumberland è spesso definito in Scozia come il tartan del Pastore.

## Nei media
Nel Northumberland è stata ambientata la serie tv di genere giallo Vera dove si possono ammirare ampie vedute del territorio.

## Mezzi di comunicazione
Non essendoci nella contea grandi centri abitati/città, i principali mass media hanno le loro sedi nel vicino Tyne and Wear. Ci sono però alcuni quotidiani minori che si occupano principalmente del Northumberland e dei suoi distretti, oltre che un paio di radio locali.